# Diplosclerophoma ceratoniae
Diplosclerophoma ceratoniae är en svampart som beskrevs av Sarej. 1936. Diplosclerophoma ceratoniae ingår i släktet Diplosclerophoma och familjen Gnomoniaceae.   Inga underarter finns listade i Catalogue of Life.